# Aleksander Szekal
Aleksander Szekal (ur. 15 grudnia 1905 w Kamienskiej Slobodzie w guberni mińskiej, zm. 20 lipca 2011 w Iwieńcu) – porucznik Wojska Polskiego, żołnierz Polskich Sił Zbrojnych, uczestnik walk na froncie zachodnim podczas II wojny światowej, uznawany za najdłużej żyjącego żołnierza Wojska Polskiego.

## Życiorys
Jego rodzina trudniła się wyrębem lasu i obrabianiem drewna. Ukończył Szkołę Podchorążych w Nowowilejce. Od 1926 służył w kawalerii Korpusu Ochrony Pogranicza. Po wybuchu II wojny światowej 1939 brał udział w kampanii wrześniowej. Po agresji ZSRR na Polskę trafił z oddziałem na Litwę, po czym powrócił do domu. W 1940 został aresztowany przez funkcjonariuszy NKWD pod zarzutem tworzenia partyzantki polskiej. Osadzony w Stołpcach i Baranowiczach, następnie skazany na karę 8 lat zesłania na Kołymie. Przebywał w obozie we Władywostoku. Po ataku Niemiec na ZSRR i podpisaniu układu Sikorski-Majski zgłosił się do formowanej armii polskiej gen. W. Andersa. W 1942 został przydzielony do 2 kompanii 3 Dywizji Strzelców Karpackich, służył jako kierowca ciężarówek. Odbył szlak wojenny przez Iran, Irak, Palestynę i Egipt, do Włoch. W maju 1944 brał udział w bitwie o Monte Cassino. Po zakończeniu wojny zamieszkał w Londynie. Pracował w zakładzie eternitu.
W 1998 postanowił wrócić w rodzinne strony, zamieszkując w Iwieńcu na Białorusi. Miał żonę Ewelinę, która po wojnie pozostała w rodzinnych stronach (zm. 2002).
W 2010 powstał film dokumentalny pt. Aleksander Szekal – najstarszy żołnierz II wojny światowej.
Aleksander Szekal pod koniec życia przeniósł się do Mińska. Zmarł w lipcu 2011 w Iwieńcu i został pochowany na miejscowym cmentarzu przy kościele św. Aleksego.

## Odznaczenia i medale
- Krzyż Pamiątkowy Monte Cassino
- 1939–1945 Star
- Italy Star
- Medal „Pro Memoria”